# National Medal of Arts

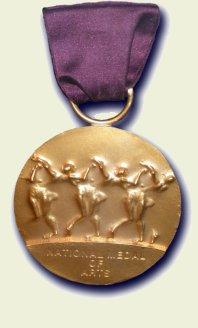
La National Medal of Arts

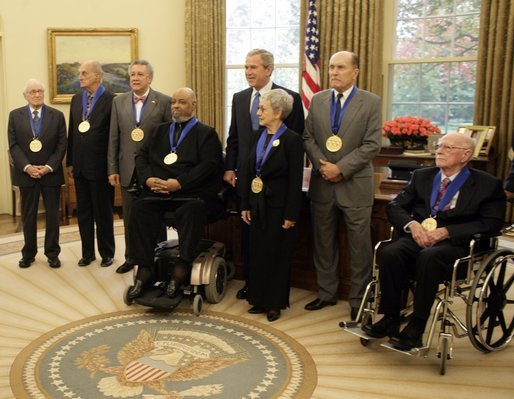
Le président George W. Bush en présence des récipiendaires de la National Medal of Arts, le 9 novembre 2005, dans le Bureau ovale

La National Medal of Arts (de l'américain, littéralement « médaille nationale des arts ») est une distinction et un titre américain, créé en 1983 pour honorer les artistes et les mécènes. Chaque année, les récipiendaires sont sélectionnés par le National Endowment for the Arts (NEA), et la médaille leur est solennellement remise par le président des États-Unis. C'est la plus haute récompense remise à un artiste par le gouvernement au nom du peuple des États-Unis. La médaille est l'œuvre du sculpteur Robert Graham.

## Histoire
La National Medal of Arts a été avalisée par le Congrès en 1984, sur recommandation du président Ronald Reagan et du président de la Committee on the Arts and the Humanities (commission des arts et lettres) ; ce texte a été codifié au titre 20 du United States Code.

## Liste des récipiendaires
Un maximum de douze personnes et organisations peut être récompensé chaque année par cette médaille.

### Années 1980
1985 
- Ralph Ellison, écrivain
- José Ferrer, acteur
- Martha Graham, danseur, chorégraphe
- Louise Nevelson, sculpteur
- Georgia O'Keeffe, peintre
- Leontyne Price, soprano
- Dorothy Buffum Chandler, mécène
- Lincoln Kirstein, mécène
- Paul Mellon, mécène
- Alice Tully, mécène
- Hallmark Cards Inc., mécène

 1986
- Marian Anderson, chanteur contralto
- Frank Capra, réalisateur
- Aaron Copland, compositeur
- Willem de Kooning, peintre
- Agnes de Mille, chorégraphe
- Eva Le Gallienne, actrice, directeur, auteur
- Alan Lomax, folkloriste, savant
- Lewis Mumford, philosophe, critique littéraire
- Eudora Welty, écrivain
- Dominique de Ménil, mécène
- Exxon Corporation, mécène
- Seymour H. Knox II, mécène

 1987 
- Romare Bearden, peintre
- Ella Fitzgerald, chanteur
- Howard Nemerov, écrivain, savant
- Alwin Nikolais, danseur, chorégraphe
- Isamu Noguchi, sculpteur
- William Schuman, compositeur
- Robert Penn Warren, écrivain, poète
- J. W. Fisher, mécène
- Armand Hammer, mécène
- Sydney Lewis, mécène

1988
- Saul Bellow, écrivain
- Helen Hayes, actrice
- Gordon Parks, photographe, réalisateur
- I.M. Pei, architecte
- Jerome Robbins, danseur, chorégraphe
- Rudolf Serkin, pianiste
- Virgil Thomson, compositeur, critique de musique
- Sydney J. Freedberg, historien de l'art, conservateur
- Roger L. Stevens, administrateur des arts
- Brooke Astor, mécène
- Francis Goelet, mécène de la musique
- Obert Clark Tanner, mécène

1989
- Leopold Adler, conservateur, responsable civique
- Katherine Dunham, danseur, chorégraphe
- Alfred Eisenstaedt, photographe
- Martin Friedman, directeur de musée
- Leigh Gerdine, mécène, responsable civique
- John Birks "Dizzy" Gillespie, trompettiste de jazz
- Walker Hancock, sculpteur
- Vladimir Horowitz, pianiste (posthume)
- Czesław Miłosz, écrivain
- Robert Motherwell, peintre
- John Updike, écrivain
- Dayton Hudson (Entreprise) || mécène

### Années 1990
1990
- George Abbott, producteur
- Hume Cronyn, acteur
- Jessica Tandy, actrice
- Merce Cunningham, chorégraphe
- Jasper Johns, peintre & sculpteur
- Jacob Lawrence, peintre
- Riley "B.B." King, musicien de blues
- David Lloyd Kreeger, mécène
- Harris & Carroll Sterling Masterson, mécène
- Ian McHarg, architecte urbaniste
- Beverly Sills, opéra chanteur
- Southeastern Bell Corporation, corporate arts patron

1991
- Maurice Abravanel, directeur musical et chef d'orchestre
- Roy Acuff, chanteur de country
- Pietro Belluschi, architecte
- J. Carter Brown, directeur de musée
- Charles "Honi" Coles, danseur
- John O. Crosby, directeur d'opera, chef d'orchestre
- Richard Diebenkorn, peintre
- R. Philip Hanes, mécène
- Kitty Carlisle Hart, actrice, chanteur
- Pearl Primus, chorégraphe & anthropologiste
- Isaac Stern, violiniste
- Texaco (Entreprise), mécène

 1992 
- AT&T, entreprise mécène d'arts
- Marilyn Horne, chanteuse d'opéra
- Allan Houser, sculpteur
- James Earl Jones, acteur
- Lila Wallace-Reader's Digest Fund, fondation mécène d'arts
- Minnie Pearl, interprète au Grand Ole Opry
- Robert Saudek, producteur de télévision, directeur-fondateur du Museum of Broadcasting
- Earl Scruggs, joueur de banjo
- Robert Shaw, chef d'orchestre, directeur de chorale
- Billy Taylor, pianiste de jazz
- Robert Venturi et Denise Scott Brown, architectes
- Robert Wise - producteur et réalisateur de film

 1993 
- Walter et Leonore Annenberg, mécènes d'arts
- Cabell "Cab" Calloway, chanteur, leader de groupe
- Ray Charles, chanteur, musicien
- Bess Lomax Hawes, folkloriste
- Stanley Kunitz, poète, enseignant
- Robert Merrill, baryton
- Arthur Miller, dramaturge
- Robert Rauschenberg, artiste
- Lloyd Richards, directeur de théâtre
- William Styron, auteur
- Paul Taylor, danseur, chorégraphe
- Billy Wilder, réalisateur, scénariste et producteur de films

 1994 
- Harry Belafonte, chanteur, acteur
- Dave Brubeck, pianiste, leader de groupe, compositeur
- Celia Cruz, chanteuse
- Dorothy DeLay, professeur de violon
- Julie Harris, actrice
- Erick Hawkins, chorégraphe de danse
- Gene Kelly, danseur, chanteur, acteur
- Pete Seeger, compositeur, parolier, chanteur, joueur de banjo
- Catherine Filene Shouse, mécène d'arts
- Wayne Thiebaud, artiste, professeur
- Richard Wilbur, poète, professeur, critique, traducteur littéraire
- Young Audiences, animateur d'arts

 1995 
- Licia Albanese, chanteuse d'opéra
- Gwendolyn Brooks, poète
- Bernard Cantor et Iris Cantor, mécènes d'arts
- Ossie Davis et Ruby Dee, acteurs
- David Diamond, compositeur
- James Ingo Freed, architecte
- Bob Hope, comique
- Roy Lichtenstein, peintre, sculpteur
- Arthur Mitchell, danseur, chorégraphe
- William S. Monroe, musicien de bluegrass
- Urban Gateways, organisation d'éducation aux arts

 1996 
- Edward Albee, dramaturge
- Boys Choir of Harlem, organisation de jeunesse d'arts du spectacle
- Sarah Caldwell, chef d'orchestre d'opéra
- Harry Callahan, photographe
- Zelda Fichandler, directeur et fondateur de théâtre
- Eduardo "Lalo" Guerrero, compositeur, musicien
- Lionel Hampton, musicien, leader de groupe
- Bella Lewitzky, danseuse, chorégraphe, professeur
- Vera List, mécène d'arts
- Robert Redford, acteur, réalisateur, producteur
- Maurice Sendak, auteur, illustrateur, designer
- Stephen Sondheim, compositeur, parolier

 1997 
- Louise Bourgeois, sculptrice
- Betty Carter, vocaliste de jazz
- Agnes Gund, mécène
- Daniel Urban Kiley, architecte paysagiste
- Angela Lansbury, actrice
- James Levine, chef d'orchestre et pianiste d'opéra
- MacDowell Colony, colonie artistique
- Tito Puente, percussionniste et musicien de musique latine
- Jason Robards, acteur
- Edward Villella, danseur, chorégraphe
- Doc Watson, guitariste et vocaliste de bluegrass

Cette année-là, la poète Adrienne Rich a également refusé ce titre.
 1998 
- Jacques d'Amboise, danseur, chorégraphe, professeur
- Antoine "Fats" Domino, pianiste et chanteur de rock 'n' roll
- Ramblin' Jack Elliott, chanteur et parolier de folk
- Frank Gehry, architecte
- Barbara Handman, défenseur des arts
- Agnès Martin, artiste visuelle
- Gregory Peck, acteur, producteur
- Roberta Peters, chanteuse d'opéra
- Philip Roth, écrivain
- Sara Lee Corporation, entreprise mécène
- Steppenwolf Theatre Company, organisation artistique
- Gwen Verdon, actrice, danseuse

 1999 
- Irene Diamond, mécène
- Aretha Franklin, chanteuse
- Michael Graves, architecte, designer
- The Juilliard School, école d'art dramatique
- Norman Lear, producteur, scénariste, réalisateur, militant
- Rosetta LeNoire, actrice, productrice
- Harvey Lichtenstein, administrateur d'art
- Lydia Mendoza, chanteuse
- Odetta, chanteuse, historienne de la musique
- George Segal, sculpteur
- Maria Tallchief, ballerine

### Années 2000
2000 
- Maya Angelou, poète, écrivain
- Eddy Arnold, chanteur de musique country
- Mikhail Baryshnikov, danseur, chorégraphe
- Benny Carter, musicien de jazz
- Chuck Close, peintre
- Horton Foote, dramaturge, scénariste
- Lewis Manilow, mécène
- National Public Radio, Cultural Programming Division, diffuseur
- Claes Oldenburg, sculpteur
- Itzhak Perlman, violoniste
- Harold Prince, directeur de théâtre, producteur
- Barbra Streisand, artiste, cinéaste

 2001 
- Alvin Ailey Dance Foundation, compagnie et école de danse moderne
- Rudolfo Anaya, écrivain
- Johnny Cash, chanteur, parolier
- Kirk Douglas, acteur, producteur
- Helen Frankenthaler, peintre
- Judith Jamison, directeur artistique, chorégraphe, danseur
- Yo-Yo Ma, violoncelliste
- Mike Nichols, réalisateur, producteur

 2002 
- Florence Knoll Bassett, architecte
- Trisha Brown, directrice artistique, chorégraphe, danseuse
- Philippe de Montebello, directeur de musée
- Uta Hagen, actrice, professeur d'art dramatique
- Lawrence Halprin, architecte paysagiste
- Al Hirschfeld, artiste, illustrateur
- George Jones, compositeur, interprète de musique country
- Ming Cho Lee, scénographe de théâtre
- William "Smokey" Robinson, parolier, musicien

 2003 
- Austin City Limits, émission de télévision sur PBS
- Beverly Cleary, écrivain
- Rafe Esquith, professeur d'art
- Suzanne Farrell, danseuse, chorégraphe, directrice de compagnie, professeur
- Buddy Guy, musicien de blues
- Ron Howard, acteur, réalisateur, auteur, producteur
- Mormon Tabernacle Choir, chorale
- Leonard Slatkin, chef d'orchestre symphonique
- George Strait, chanteur et parolier de musique country
- Tommy Tune, danseur, acteur, chorégraphe, metteur en scène

 2004 
- Andrew W. Mellon Foundation, fondation philanthropique
- Ray Bradbury, auteur
- Carlisle Floyd, compositeur d'opéra
- Frederick Hart, sculpteur
- Anthony Hecht, poète
- John Ruthven, artiste de la vie sauvage
- Vincent Scully, historien et professeur en architecture
- Twyla Tharp, chorégraphe de danse contemporaine

 2005 
- Louis Auchincloss, auteur
- James DePreist, chef d'orchestre symphonique
- Paquito d'Rivera, musicien, compositeur et auteur de jazz
- Robert Duvall, acteur
- Leonard Garment, mécène et défenseur des arts
- Ollie Johnston, animateur
- Wynton Marsalis, trompettiste, compositeur, directeur artistique du Jazz at Lincoln Center
- Dolly Parton, chanteuse, parolière
- Pennsylvania Academy of the Fine Arts, école des beaux-arts, musée
- Tina Ramirez, chorégraphe, directeur artistique du Ballet Hispanico

 2006 
- William Bolcom, compositeur
- Cyd Charisse, danseuse
- Roy R. DeCarava, photographe
- Wilhelmina Cole Holladay, mécène d'arts
- Centre des arts d'Interlochen (en), école des beaux arts
- Erich Kunzel, chef d'orchestre
- Preservation Hall Jazz Band, ensemble de jazz
- Gregory Rabassa, traducteur littéraire
- Viktor Schreckengost (en), designer industriel, sculpteur
- Ralph Stanley, musicien de bluegrass

 2007 
- Morten Lauridsen, compositeur
- N. Scott Momaday, auteur, essayiste, poète, professeur, peintre
- Roy R. Neuberger, mécène d'arts
- R. Craig Noel, directeur du Old Globe Theatre
- Les Paul, guitariste, inventeur
- Henry Steinway, mécène d'arts
- George Tooker, peintre
- Lionel Hampton International Jazz Festival (University of Idaho), compétition et festival musical
- Andrew Wyeth, peintre

 2008 
- Olivia de Havilland, actrice
- Fisk Jubilee Singers, ensemble vocal
- Ford's Theatre Society, théâtre et musée
- Hank Jones, musicien de jazz
- José Limón Dance Foundation, institut et compagnie de danse moderne
- Stan Lee, auteur de comics et producteur
- Jesús Moroles, sculpteur
- The Presser Foundation, mécène musical
- Frères Sherman, équipe de paroliers

 2009 
- Bob Dylan, chanteur, parolier
- Clint Eastwood, réalisateur, acteur
- Milton Glaser, graphiste
- Maya Lin, artiste, designer
- Rita Moreno, chanteuse, danseuse, actrice
- Jessye Norman, soprano
- Joseph P. Riley, Jr., mécène, défenseur du design
- Frank Stella, peintre, sculpteur
- Michael Tilson Thomas, chef d'orchestre
- John Williams, compositeur, chef d'orchestre
- Oberlin Conservatory of Music, conservatoire
- School of American Ballet, école de ballet

### Années 2010
2010 
- Robert Brustein, directeur de théâtre et producteur
- Van Cliburn, pianiste
- Mark di Suvero, sculpteur
- Donald Hall, poète
- Jacob's Pillow Dance Festival
- Quincy Jones, compositeur
- Harper Lee, romancier
- Sonny Rollins, jazzman
- Meryl Streep, actrice
- James Taylor, chanteur, compositeur

 2011
- Will Barnet, peintre et graveur
- Rita Dove, poète
- Al Pacino, acteur
- Emily Rauh Pulitzer, mécène
- Martin Puryear, sculpteur
- Mel Tillis, chanteur-compositeur de country
- United Service Organizations (USO)
- André Watts, pianiste

2012
- Herb Alpert
- Lin Arison
- Joan Myers Brown
- Renée Fleming, chanteuse d'opéra
- Ernest Gaines
- Ellsworth Kelly, peintre
- Tony Kushner
- George Lucas, réalisateur
- Elaine May, actrice et metteuse en scène
- Laurie Olin, architecte paysagiste
- Allen Toussaint
- Washington Performing Arts Society

2013
- Julia Alvarez, écrivain
- Brooklyn Academy of Music
- Joan Harris, mécène
- Bill Jones, danseur et chorégraphe
- John Kander, compositeur
- Jeffrey Katzenberg
- Maxine Hong Kingston, écrivain
- Albert Maysles, cinéaste
- Linda Ronstadt, chanteuse
- Billie Tsien and Tod Williams, architectes et promoteur de l'éducation à l'art
- James Turrell, plasticien

2014
- John Baldessari, artiste visuel
- Ping Chong, directeur de théâtre, choregraphe
- Míriam Colón, actrice
- The Doris Duke Charitable Foundation
- Sally Field, actrice et réalisatrice
- Ann Hamilton, artiste visuel
- Meredith Monk, compositeur, chanteur
- George Shirley, tenor
- University Musical Society
- Tobias Wolff, écrivain

 2015 
- John Baldessari, artiste visuel
- Ping Chong, metteur en scène et chorégraphe
- Miriam Colón, actrice
- The Doris Duke Charitable Foundation, association caritative
- Sally Field, actrice
- Ann Hamilton, artiste visuel
- Stephen King, écrivain
- Meredith Monk, compositrice et chanteuse
- George Shirley, ténor
- University Musical Society, association musicale
- Tobias Wolff, écrivain

 2019 
- Alison Krauss, chanteuse et musicienne
- Sharon Percy Rockefeller, mécène
- The Musicians of the United States Military, ensembles musicaux
- Jon Voight, acteur